# El fantasma de Elena
El fantasma de Elena é uma telenovela americana produzida e exibida pela Telemundo entre 20 de julho de 2010 e 7 de janeiro de 2011.
Se trata de um remake da novela venezuelana Julia, produzida em 1983. 
Foi protagonizada por Elizabeth Gutiérrez e Segundo Cernadas e antagonizada por Ana Layevska e Fabián Ríos.

## Sinopse
Elena Lafé é uma bela jovem que vive junto com seu pai e madrasta em um pequeno hotel na praia. Elena é uma pessoa que ainda não conhece o amor verdadeiro; Por esta razão, depois de uma conversa intensa com seu melhor amigo durante o dia do casamento, ela percebe que está cometendo um erro e foge.
Eduardo Girón é um homem rico e misterioso, muito apaixonado por cavalos, que vive em uma grande mansão com seu irmão, chamado Darío; sua cunhada, sua irmã, com o nome de Corina; sua sobrinha e seu sobrinho e seus primos gêmeos. O dia de seu casamento com Elena Calcaño, um de seus primos gêmeos, a deixa no altar, porque a jovem se suicida.
Um ano depois, Eduardo teve um acidente no qual ele conheceu Elena Lafé pela primeira vez. Os dois se apaixonam e se casam e Eduardo leva sua esposa a viver na mansão. No entanto, Elena não consegue viver em paz na casa, como ela é continuamente atormentada por Corina e pela presença de "El fantasma de Elena".
Eduardo sobreviveu a uma explosão que quase lhe custou a vida e Elena é com Ramiro, um líder perigoso da máfia internacional, mas infiltra-se em suas atividades. Ramiro acaba sendo detido pelas autoridades. Tomasito é seqüestrado por "La Gemela" e exige o dinheiro de resgate Elena Calcaño tentou matar Tomasito com uma faca na frente dos presentes, mas acaba sendo baleado pelas costas de Felipa. Felizmente, Eduardo agarrou o bebê e está em boa saúde, enquanto o Twin terminou em uma clínica de descanso de segurança máxima depois de sobreviver a uma operação complicada.
Meses depois, Elena Calcaño morreu no mesmo asilo. Finalmente, Elena e Eduardo aproveitaram o tempo que já foi perdido junto com Tomasito, uma menina chamada Germania chega no caminho e, finalmente, os quatro estão felizes para sempre.

## Elenco
- Elizabeth Gutiérrez - Elena Lafé de Girón
- Segundo Cernadas - Eduardo Girón
- Ana Layevska - Elena Calcaño / Daniela Calcaño
- Fabián Ríos - Montecristo Palacio
- Maritza Bustamante - Corina Santander
- Carlos Montilla - Darío Girón
- Elluz Peraza - Antonia "Latoña" Sulbarrán
- Katie Barberi - Rebeca Santander de Girón
- Zully Montero - Margot Uzcátegui / Ruth Merchán
- Henry Zakka - Alan Martín
- Eva Tamargo - Mariela Lafé
- Braulio Castillo - Tomás Lafé
- Gerardo Riverón - Don Samuel
- Adrián Carvajal - Benjamín Girón
- Marisol Calero - Nena Ochoa
- Freddy Víquez - Saíd / Anacleto
- Juan Pablo Llano - Walter
- Víctor Corona - Kalima
- Beatriz Monroy - Jesusa
- Wanda D´Isidoro - Laura Luna
- Jéssica Mass - Dulce
- Liannet Borrego - Milady Margarita
- Michelle Jones - Gandica
- Yuly Ferreira - Sandra
- Leslie Stewart - Victoria "Vicky" Ortega
- Isabella Castillo - Andrea Girón
- Xavier Coronel - Padre Manuel Aguas
- Ariel Texido - Tulio Peñaloza
- Mauricio Henao - Michel Mayerston
- Alexandra Pomales - Lucía Mayerston
- Karen García - Clara Bertuol-Mayerston
- Ernesto Tapia - Pancho
- Nury Flores - Felipa Chaparro
- Juan David Ferrer - Dr. Ronald
- Lino Martone - Ramiro Sánchez Quejada
- Vanessa González - Leonor
- Juan Cepero - Dr. Lorenzo Tapia